# Fontaine-l'Évêque
Pour les articles homonymes, voir Fontaine et L'Évêque.
Fontaine-l’Évêque (en wallon Fontinne-l’-Eveke) est une ville francophone de Belgique située en Région wallonne dans la province de Hainaut, entre Charleroi et Binche, région connue pour son riche folklore.

## Géographie
Fontaine-l’Évêque est une ville du Hainaut, en Belgique francophone. Elle est située à 9 km à l’ouest de Charleroi, sur la route N90 vers Mons, à environ 50 km au sud de Bruxelles et à 15 km à l’est de Binche. Elle est située entre les communes de Courcelles et Chapelle-lez-Herlaimont, au nord, de Charleroi, à l’est, d’Anderlues à l'ouest et de Gozée au sud. Elle fait partie du Pays de Charleroi, qui est marqué par son passé industriel, les charbonnages et la sidérurgie. Fontaine hébergeait des mines et les terrils sont encore visibles.
Depuis la fusion des communes, l’entité de Fontaine-l'Évêque regroupe également les anciennes communes de Leernes et de Forchies-la-Marche.

### Hydrographie
Fontaine est traversée par un ruisseau, la Babelonne, qui se jette dans l’Ernelle, qui rejoint la Sambre. Elle appartient donc au bassin hydrographique de la Meuse. Le sud de l’entité, à Leernes, est délimité par la Sambre à l’abbaye d'Aulne.

### Sections de la commune
| # | Nom                | Superf. (km²) | Habitants (2020) | Habitants par km² | Code INS |
| - | ------------------ | ------------- | ---------------- | ----------------- | -------- |
| 1 | Fontaine-l'Évêque  | 11,63         | 8.796            | 756               | 52022A   |
| 2 | Forchies-la-Marche | 6,41          | 5.668            | 884               | 52022B   |
| 3 | Leernes            | 10,61         | 3.370            | 318               | 52022C   |

### Communes limitrophes
|                  | Chapelle-lez-Herlaimont Courcelles |                               |
| Anderlues Lobbes | Fontaine-l'Évêque                  | Charleroi Montigny-le-Tilleul |
|                  | Thuin                              |                               |

### Morphologie urbaine

#### Quartiers
- Les Gaux.
- Beaulieusart.
- Les Perziaux.

#### Lieux-dits
- La Queue du Vivier.
- L'Ermitage.
- Le Culot des Gaux.
- Calvaire Mascaux.
- La Sarte.
- La Bouverie.
- Le Pétria.
- Tienne du Berger.
- Fontaine au Saule.
- Belle Fontaine.
- La Blanche Maison.
- Tienne Collot.
- Le Calvaire.
- Le Cressonnière.
- Henrichamps.
- Jolibois.
- Le Roquette.
- Les Mays.
- Gros Terril.
- Tienne du Cavalier.
- La Croix Fauvresse.
- Pré à la Planchette.
- Le Culot de Beaulieusart.

#### Cités
- Cité Walravée.
- Cité Villez.
- Cité Chavée.
- Cité des Oiseaux.
- Cité des Résistants.

## Démographie

### Démographie: Avant la fusion des communes
- Source: DGS recensements population

### Démographie: Commune fusionnée
En tenant compte des anciennes communes entraînées dans la fusion de communes de 1977, on peut dresser l'évolution suivante :
Les chiffres des années 1831 à 1970 tiennent compte des chiffres des anciennes communes fusionnées.
- Source: DGS , de 1831 à 1981=recensements population; à partir de 1990 = nombre d'habitants chaque 1 janvier[3]

## Histoire[4]
La première trace écrite de Fontaine date de 868, dans le polyptyque (relevé des biens) de l'abbaye de Lobbes : Fontaine et Leernes étaient désignés par Fontana Lernis. Le nom de Fontaine figure déjà isolément dans l'itinéraire de saint Bernard, qui s'y arrêta en 1146. En 1234, Leernes et Fontaine sont officiellement séparées. Le qualificatif l'Évêque provient de Nicolas de Fontaine, seigneur de la ville devenu évêque de Cambrai en 1248.
Fontaine a obtenu une charte en 1212 de Wauthier, deuxième seigneur de Fontaine, et acquit ainsi le titre de ville. La charte resta en vigueur jusqu'en 1794. À cette époque, elle était entourée de remparts et fossés, dont il reste des traces sur les boulevard du Nord et boulevard du Midi. L'église Saint-Vaast, aujourd'hui fermée au public, date de 1211 et l'église Saint-Christophe de 1245. Au Moyen Âge, la ville était séparée en deux : la paroisse Saint-Vaast faisait partie de la principauté de Liège, alors que la paroisse Saint-Christophe relevait du comté de Hainaut et de l'évêché de Cambrai, la frontière étant la Babelonne.
En 1794, les troupes révolutionnaires françaises pillent la ville. En 1830, Fontaine prit une part active à la révolution belge : dès septembre, le drapeau noir-jaune-rouge était arboré et le 24 septembre, vingt-huit volontaires fontainois se portèrent au secours de Bruxelles.
En 1982, une grève des travailleuses de Bekaert-Cockerill se déroule d'août à novembre.

### Histoire des seigneurs de Fontaine-l'Évêque

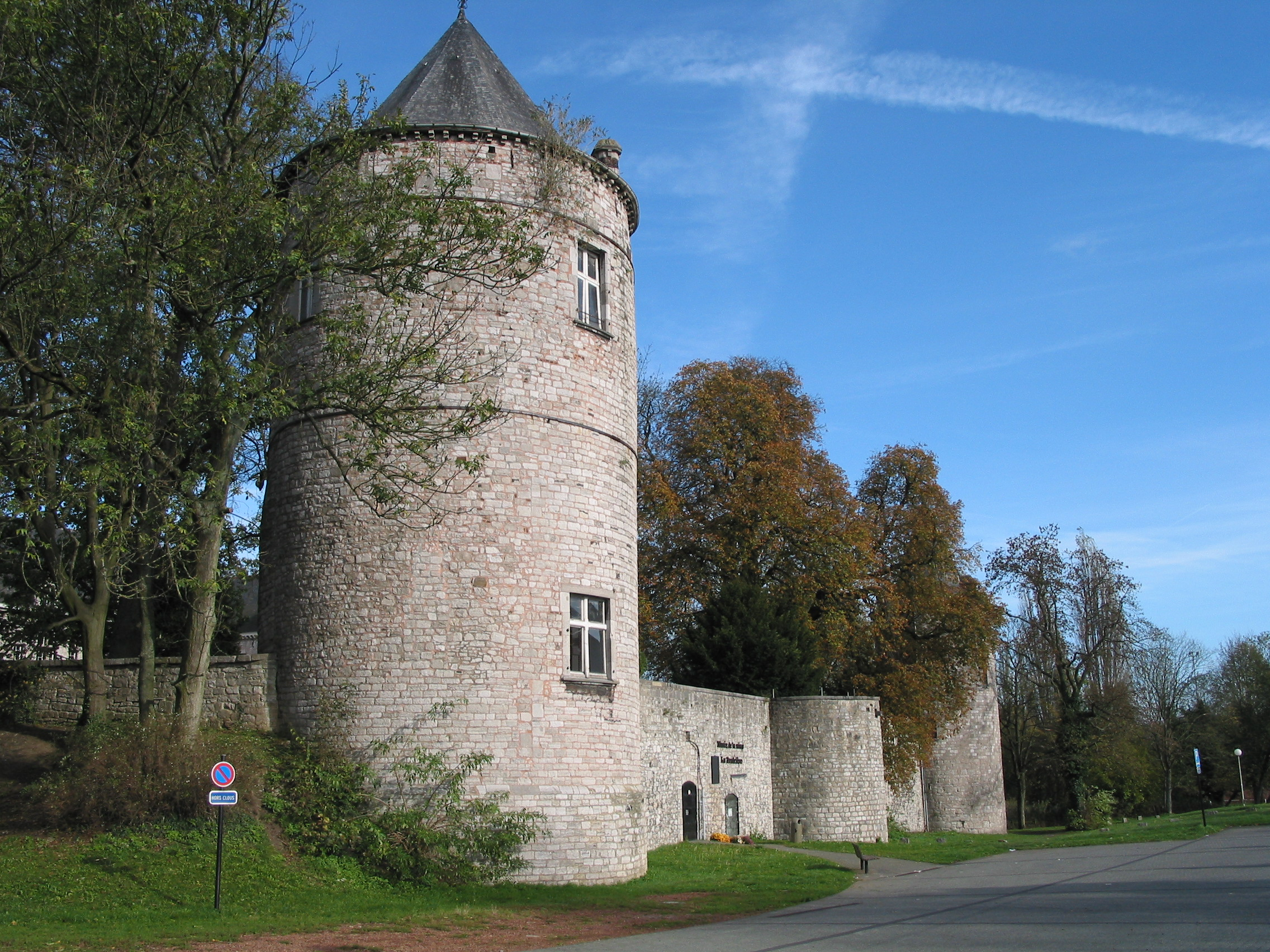
L'ancien château des seigneurs de Fontaine

Les premiers seigneurs étaient avoués de Leernes puis vers 1182 le premier à porter le titre de seigneur de Fontaines fut Wauthier Ier. Il avait épousé Béatrix de Viesville fille de Raoul et de Pétronille de Rumigny. Il mourut en 1186.
Son fils aîné Wauthier II, avoué de Leernes et seigneur de Fontaines épousa Basilia de Condet fille de Roger et d'Alix de Mons (act. avr. 1204, 1211,1245). Il eut comme fils aîné Wauthier III qui mourut avant son père vers 1235. L'héritage revint à Nicolas, son frère qui fut prêtre, archidiacre à Valenciennes, chanoine de Cambrai puis évêque de Cambrai, chancelier du Saint-Empire romain germanique en 1257, haut avoué de Gilly et seigneur de Fontaines. C'est à partir de ce moment qu'on appela cette ville Fontaine-l'Évêque. Il mourut le 8 mars 1272. Les armes de tous ces seigneurs furent d'azur à l'aigle d'or béquée et membrée de gueules à la cotice en bande de même.
Il désigna comme héritière, sa sœur Mahaut de Fontaines qui avait épousé Baudouin de Hénin-Liétard fils de Baudouin seigneur de Cuincy et de Marie dame de Hénin. La seigneurie de Fontaine-l'Évêque passe donc dans la famille de Hénin. Ce Baudouin part en croisade avec Louis IX dit saint Louis et pour ce faire vend sa seigneurie de Hénin en 1244 à Robert d'Artois et sa seigneurie de Vitry à l'évêque d'Arras. Il porte comme armes de gueules à la bande d'or. Son fils Baudouin portera les mêmes armes et épousera Isabelle de Hainaut dame de Sebourg, Angre, Fayt, fille de Philippe de Hainaut et de Marie de Strépy (veuve elle se remariera à Arnould d'Audenarde).
Le fils aîné s'appelle aussi Baudouin, est baron de Fontaine-l'Évêque, seigneur de Sebourg et de La Marche, il épousera Mahaut de Luxembourg (fille de Gérard de Durbuy) dont il écartèlera les armes ; il aura donc comme écartelé : en 1 et 4 de gueules à la bande d'or et en 2 et 3 un burelé de 10 pièces d'argent et d'azur au un lion de gueules couronné, armé et lampassé d'or brochant sur le tout. Son cimier fut un lion arrêté de gueules couronné d'or issant d'une couronne de même. Sa capeline fut aux armes de Luxembourg.
Il eut quatre enfants dont l'aîné, Baudouin épousa Aliénor d'Apremont fille de Godefroid III et d'Isabelle de Quiévrain. Ses armes furent les mêmes que son père.
Il n'eut pas de fils légitime mais une fille du nom d'Isabelle qui épousa Robert de Condé, seigneur de Belœil et de Morialmé. La seigneurie de Fontaines-l'Évêque passa donc dans cette famille. Il portait comme armes vairé en chevron à deux chevrons de gueules. Son fils Jean de Condé fut baron de Fontaines-l'Évêque, seigneur de Condé, Morialmé, Stambruges, pair de Liège, baron du Saint Empire Romain germanique. Il épousa Marie de Luxembourg-Ligny fille de Guy et de Mahaut de Châtillon.
Il eut un bâtard et deux filles qui furent chanoinesses à Sainte-Waudru à Mons : Éléonore et Catherine qui hérita de sa sœur. Lorsqu'elle mourut, les biens furent partagés en trois parts. C'est Jean II de Hénin-Liétard qui hérite de la seigneurie de Fontaine-l'Évêque pour son héritier Baudouin seigneur de Sebourg et Melent, fils de Gérard de Hénin et d'Isabeau d'Aspremont. La seigneurie de Fontaine-l'Évêque retourne donc dans la famille de Hénin mais la branche des Boussu.

## Armoiries
|  | Ni Forchies-la-Marche, ni Leernes ne possédant de blason avant la fusion des communes, la nouvelle entité fut autorisée en 1980 à faire usage des armoiries reconnues en 1898 à l’ancienne ville du même nom. La description en fut toutefois légèrement modifiée. Son origine est le sceau des échevins du lieu. Blasonnement : D’or à l'aigle de sable lampassée et armée de gueules, à une cotice de gueules brochant sur le tout. - Délibération communale : 28 mars 1977 - Arrêté royal : 12 février 1980 - Moniteur belge : 11 juin 1980 |

## Politique et administration

### Conseil et collège communal 2024-2030
Ci-dessous, le tableau des résultats des élections communales de 2024.
| Parti | Parti        | Voix (2024) | Voix (2018) | % (2024) | % (2018) | +/-     | Sièges  | +/-  | Collège |
| ----- | ------------ | ----------- | ----------- | -------- | -------- | ------- | ------- | ---- | ------- |
|       | PS           | 5.295       | 4.088       | 53,78%   | 41,74%   | 12.04 % | 15 / 25 | 4.0  | Oui     |
|       | MD           | 2.549       | -           | 25,89%   | -        | 0.0 %   | 6 / 25  | 6.0  | Non     |
|       | UE           | 1.315       | -           | 13,36%   | -        | 0.0 %   | 3 / 25  | 3.0  | Non     |
|       | DEFI         | 687         | -           | 6,98%    | -        | 0.0 %   | 1 / 25  | 1.0  | Non     |
|       | Mieux Demain | -           | 3.776       | -        | 38,55%   | 0.0 %   | - / 25  | 10.0 | Non     |
|       | UB           | -           | 1.930       | -        | 19,71%   | 0.0 %   | - / 25  | 4.0  | Non     |
| Total | Total        | 9 846       | 9 794       | 100 %    | 100 %    |         | 25      |      |         |

| Collège communal   |                    |    |
| ------------------ | ------------------ | -- |
| Bourgmestre        | Gianni Galluzo     | PS |
| 1er Échevin        | Marc Minneboo      | PS |
| 2e Échevine        | Vanessa Wajdik     | PS |
| 3e Échevin         | Gianfranco Augello | PS |
| 4e Échevin         | Boutaleb Chadli    | PS |
| 5e Échevin         | Kevin Draux        | PS |
| Présidente du CPAS | Sophie Mengoni     | PS |

### Liste des bourgmestres
- Joseph Parée, de 1953 à 1982, (Parti Socialiste).
- Georges Rovillard, 1988 à 2006, (Parti Socialiste).
- Philippe Seghin, de 2006 à 2012, (Mouvement Réformateur).
- Noël Van Kerckhoven, de 2012 à 2018, (Parti Socialiste)
- Gianni Galluzzo, de 2018 à aujourd'hui, (Parti Socialiste).

### Jumelage
- Zografou (Grèce)

### Archives
Les archives du château de Fontaine l'Evêque sont consultables aux Archives de l'État à Mons.

## Patrimoine et culture

### Patrimoine architectural

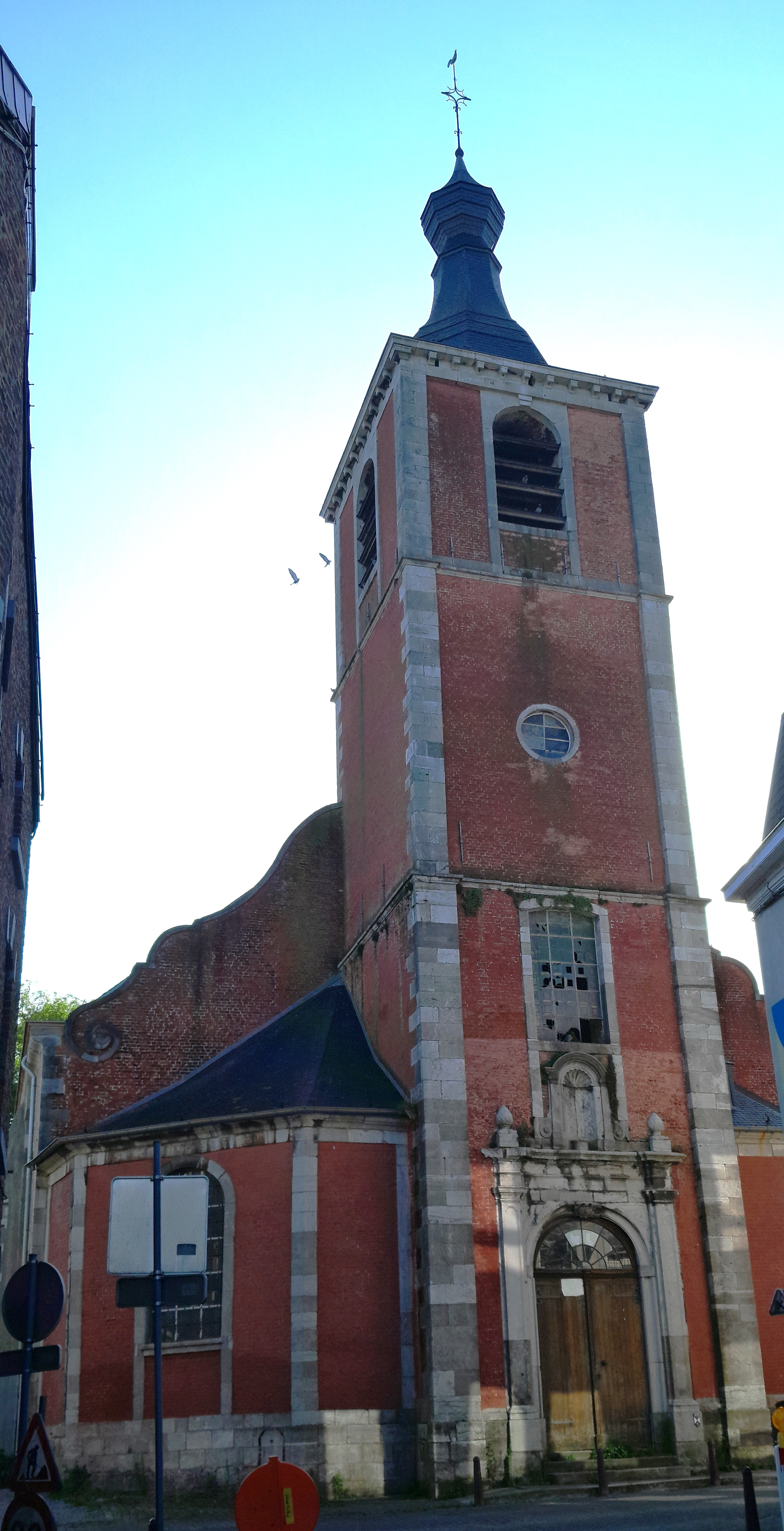
L'église Saint-Vaast (XVIIIe siècle).

- L'église Saint-Vaast (XVIIIe siècle).Château de Fontaine-l'Évêque, appelé château Bivort, héberge l'administration communale. Il appartient à la famille Hennin-Liénard jusqu'en 1596 et passe ensuite des Herzelle aux Rodoan. À la fin du XVIIIe siècle le domaine est finalement ruiné. Après de multiples ventes, en 1864, il est racheté par Clément Bivort de la Saudée et en 1946 par la commune de Fontaine[10].
- Église Saint-Christophe. Construite en brique au XVIIIe siècle et profondément restaurée et modifiée en façade en 1872 par Eugène Carpentier et aussi en 1954 par Simon Brigode. Suite à des dégradations, l'église a été fermée au culte et les offices sont célébrés à la chapelle du château[11]. L'église, classée, est en réfection avec le soutien de la Région wallonne.
- Chapelle de la Briqueterie. Construite aux XVIIe – XVIIIe siècles est dédiée à Notre-Dame de Bonsecours[12].
- Cité Chavée. Construite en 1930, conçue par l'architecte M. Duquenne et financée par plusieurs philanthropes dont le principal est Paul Chavée[13].
- Église Saint-Vaast. Édifice de style classique terminé en 1785 par l'architecte A. Charon, restauré en 1864 et 1933[14]. L'église est désaffectée au culte en juin 1986 à la suite de graves détériorations. La paroisse Saint-Vaast est transférée dans la chapelle de Beaulieusart qui devint église paroissiale Saint-Vaast et Notre-Dame de Grâce[15].
- Chapelle de Beaulieusart, consacrée en 1955 et agrandie en 1966. Elle devient l'église paroissiale Saint-Vaast et Notre-Dame de Grâce en juin 1986 à la suite de la désaffectation de l'église Saint-Vaast du centre-ville[16].
- Château de Haussy. Vaste ensemble en style néo-classique édifié en plusieurs étapes au cours du XIXe siècle, sur l'ancien site du couvent des Récollets[17].
- Chapelle Notre-Dame du Rosaire. Datée de 1714 et insérée dans le pignon d'une petite maison basse[18]. Elle se situe rue Pont Pilette.
- Le gazomètre de Pierre-Camille Montigny (1827)[19],[20].
- Le parc Roi Baudouin, près de la salle des fêtes (ancien château de Haussy), montre de très beaux hêtres pourpres et les ruines du couvent des Récollets.Église Saint-Christophe de Fontaine-l'Évêque (XVIIIe siècle).

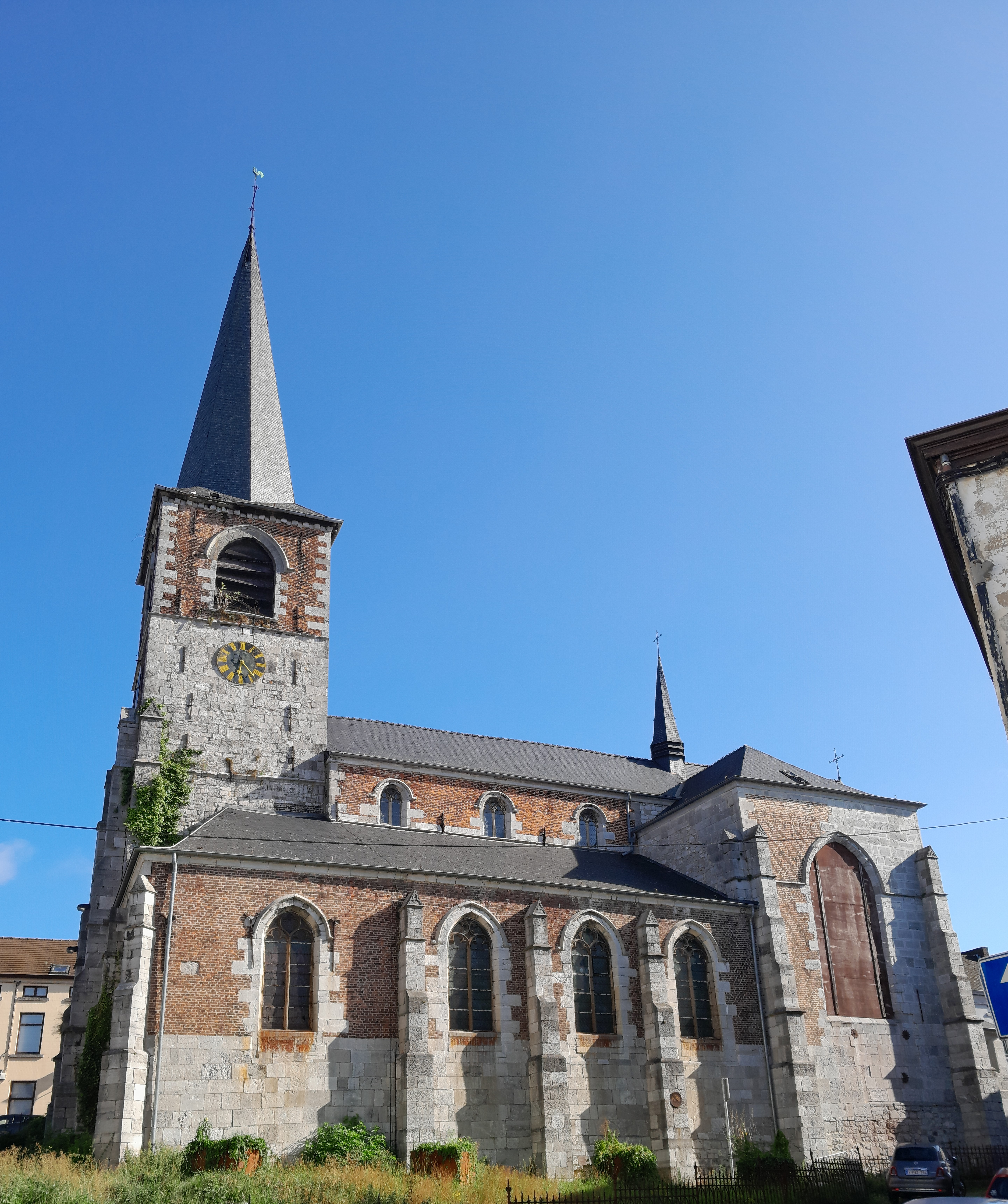
Église Saint-Christophe de Fontaine-l'Évêque (XVIIIe siècle).

- Le Musée de la Mine et le Musée du Clou, dans les anciens souterrains du château[21].

### Culture

#### Folklore
- Le carnaval de Fontaine a lieu à la Laetare, au milieu du Carême. Les Fontainois font le gille, comme à Binche.
- Le Carnaval de Forchies a lieu le deuxième dimanche qui suit le mardi gras.
- Le Chaudeau de Wespes, vieille tradition, se déroule le premier week-end de juillet.
- La Marche de la Vierge de Forchies (défilé en uniforme militaire) a lieu le lundi de Pentecôte. La procession, elle-même, remonte à 1159.

## Galerie

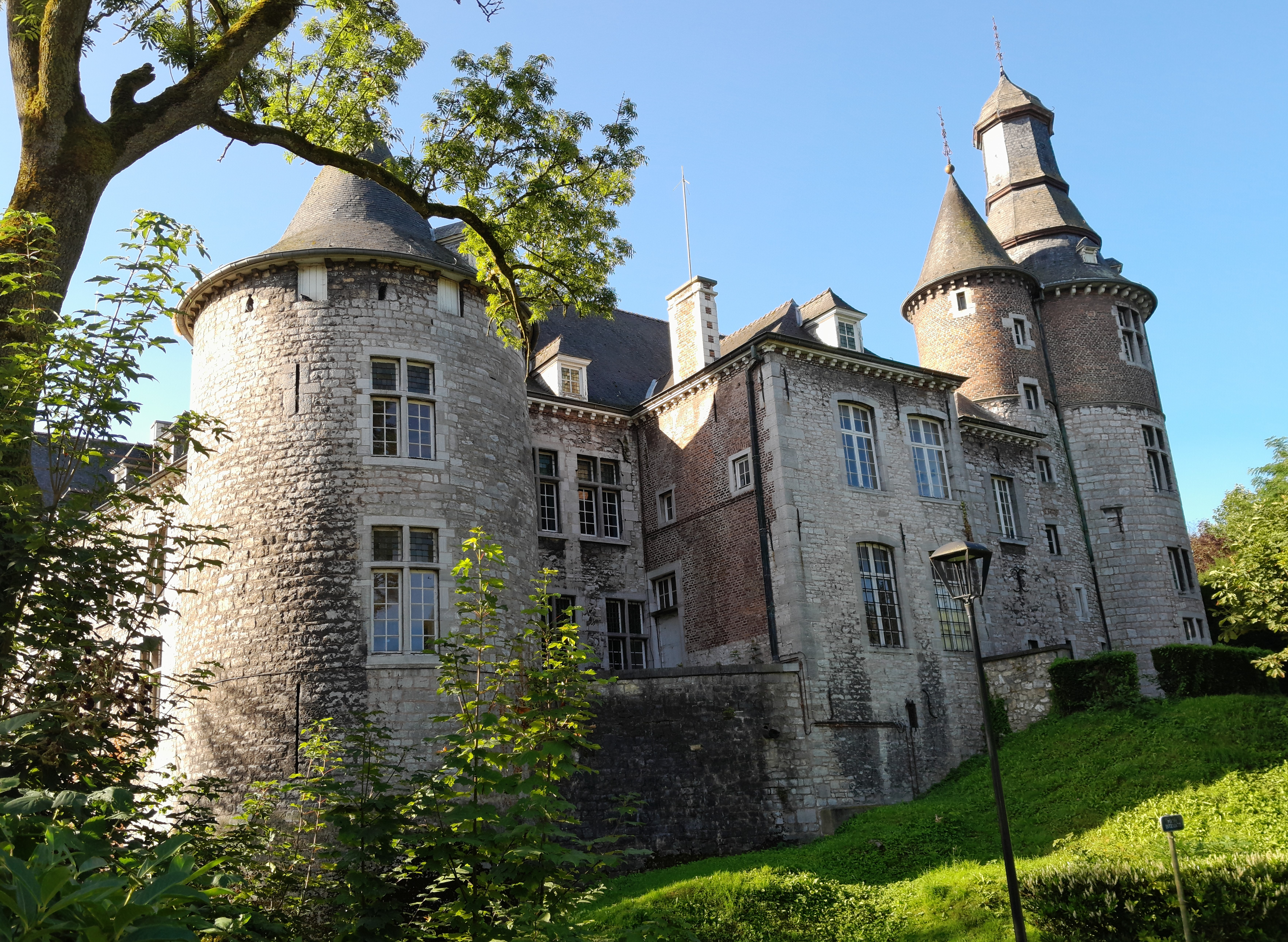
Château Bivort de Fontaine-l'Évêque.
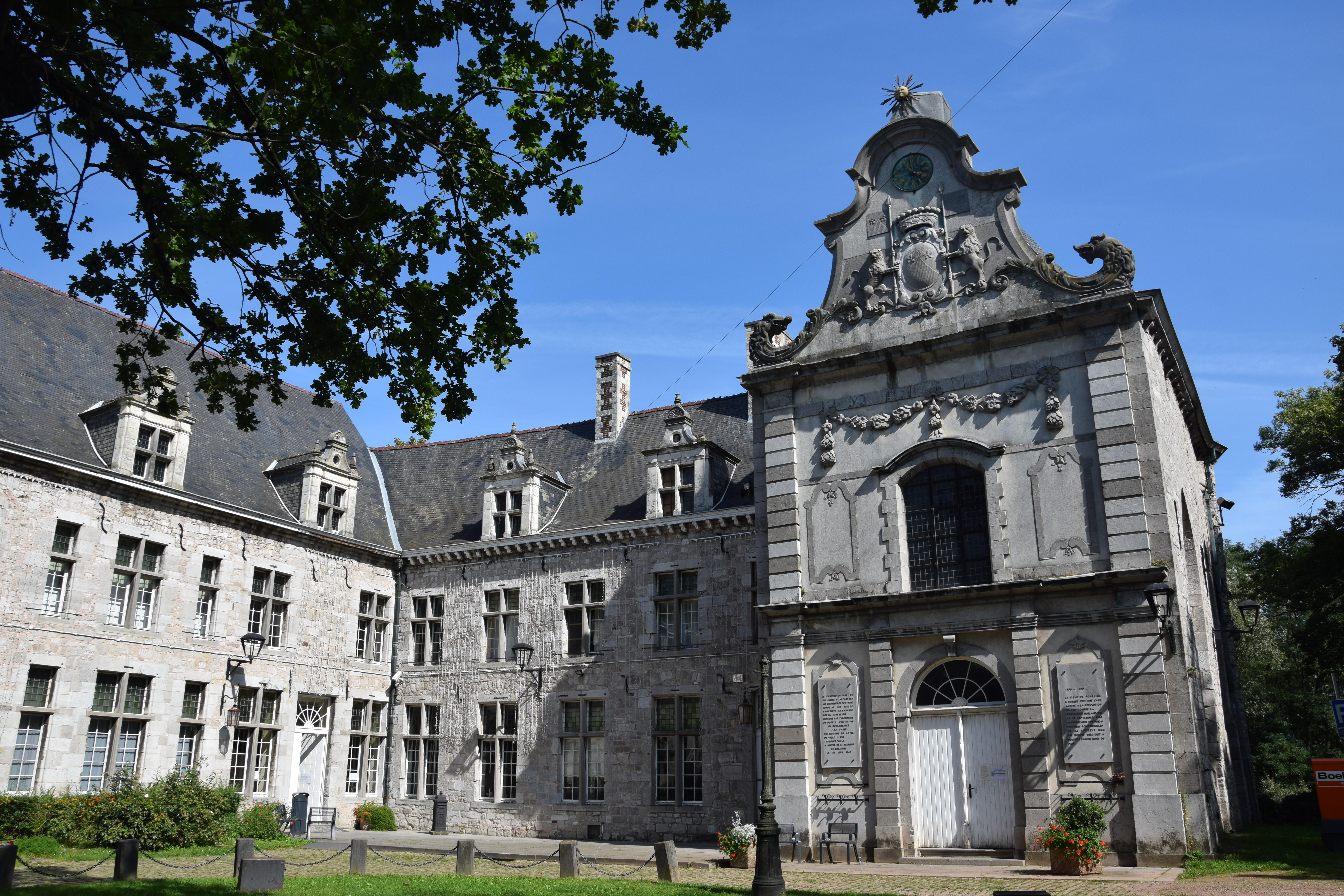
Château Bivort de Fontaine-L'Évêque (chapelle).
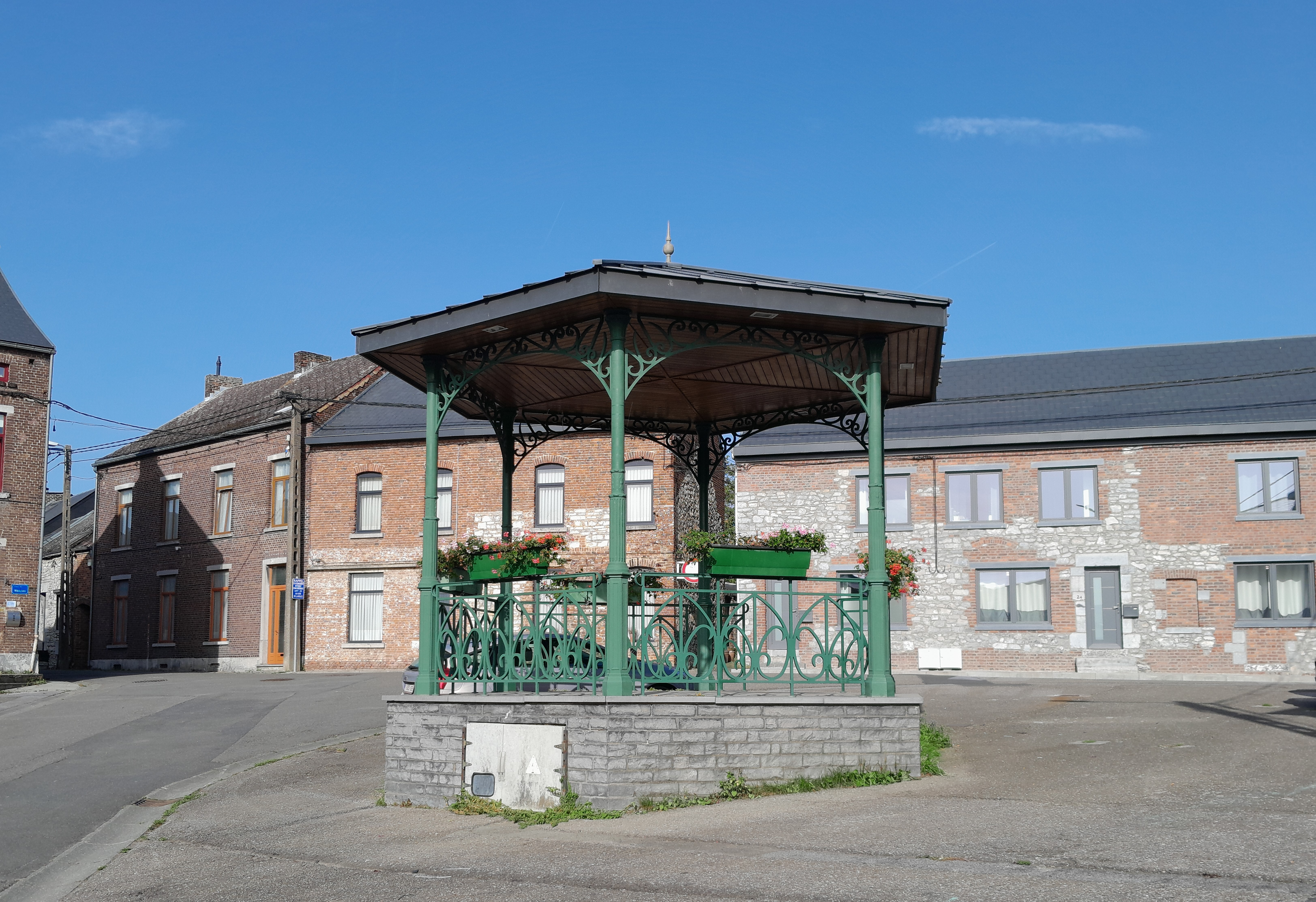
Kiosque sur la place du hameau de Wespes à Leernes.
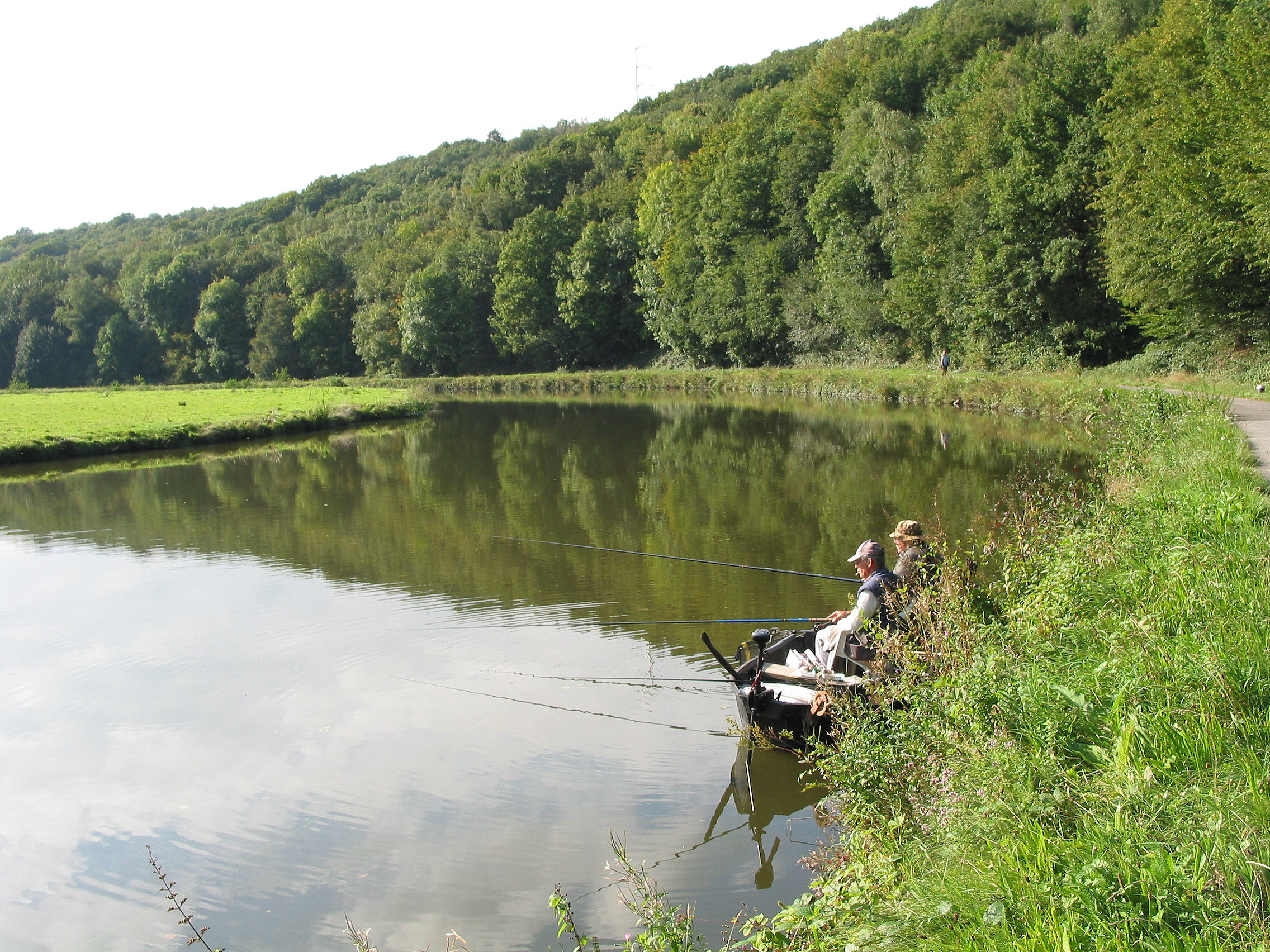
La Sambre et le bois domanial de Leernes.
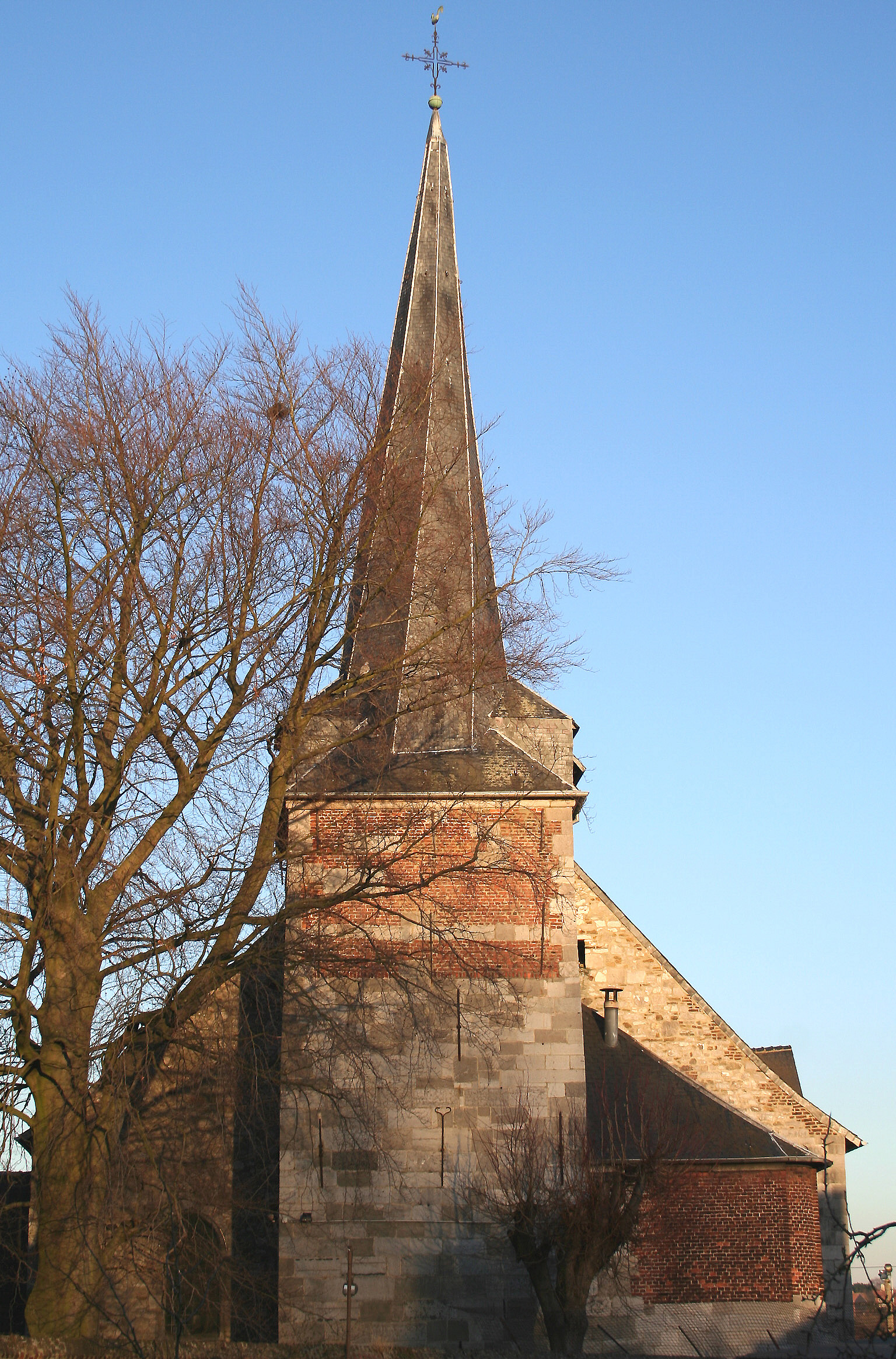
L'église Saint-Martin de Leernes.
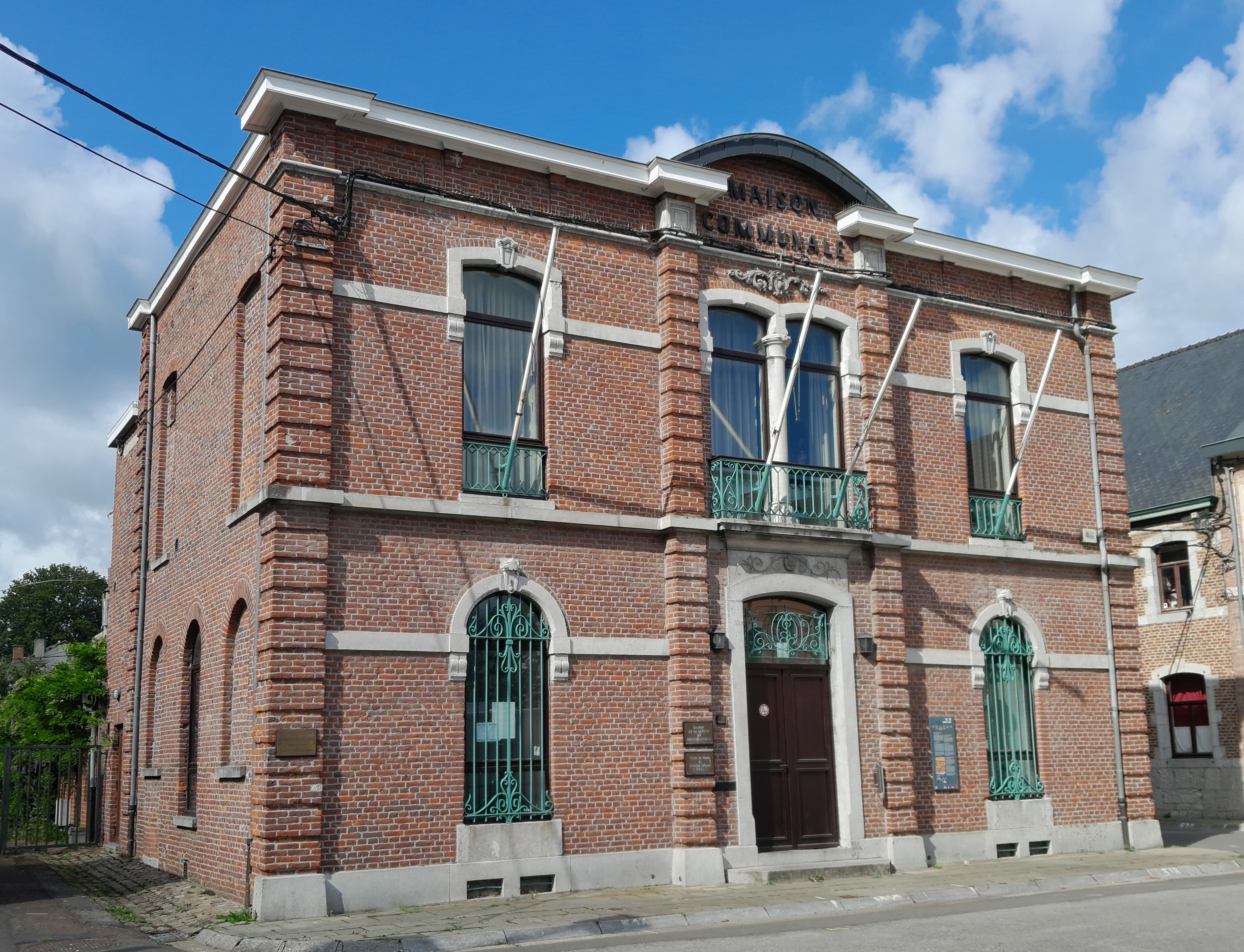
Ancienne maison communale de Leernes.
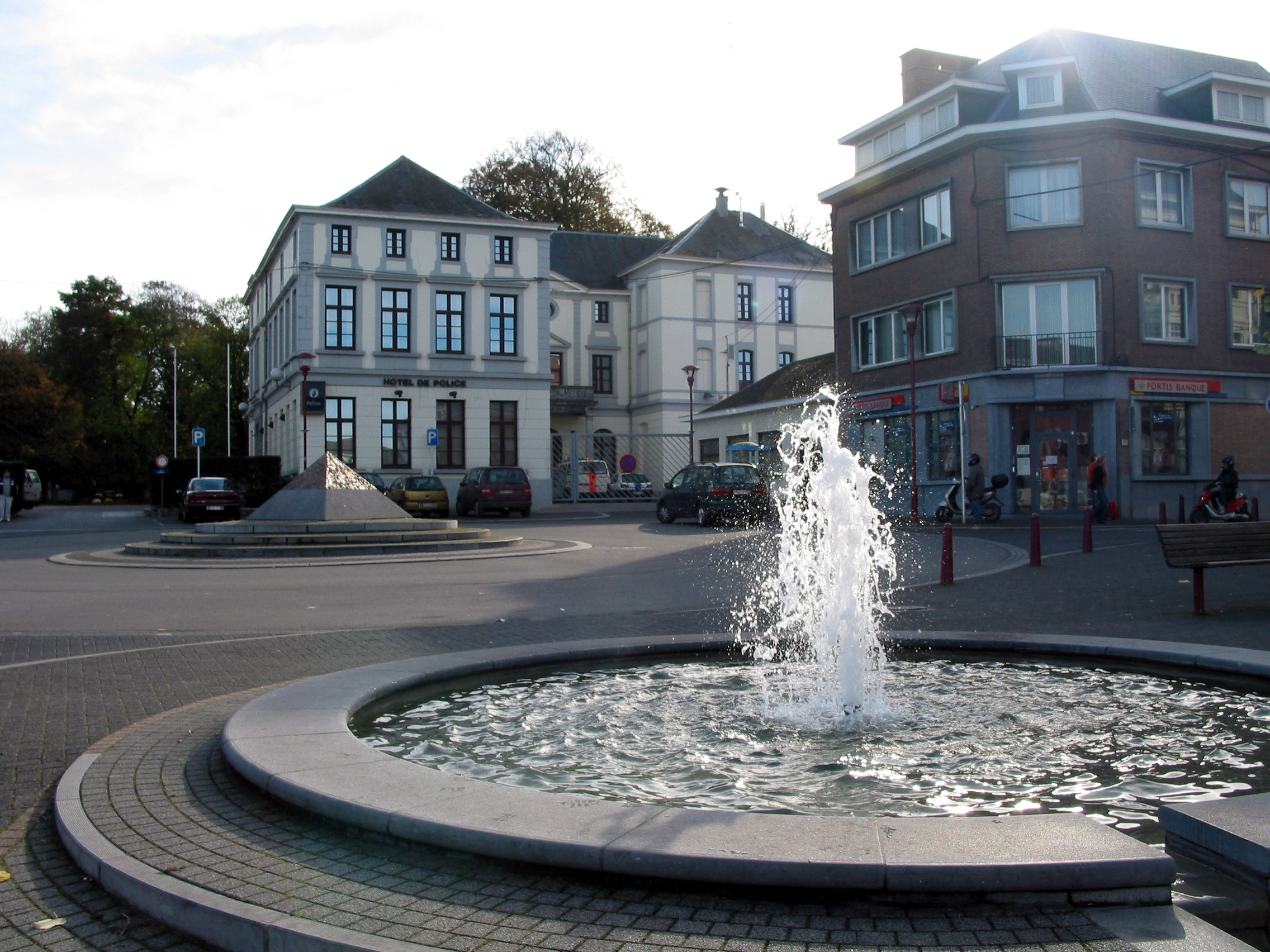
Vue du centre de la ville en 2005 avec la fontaine aujourd'hui devenu un monument d'une pompe à eau.

## Économie
Durant la première partie du XXe siècle, les charbonnages, les tréfileries et les clouteries ont fait la richesse de la ville.

## Loisirs
Le Cercle échecs fontainois était un club d'échecs ayant gagné la coupe des interclubs de la FRBE en 2019

## Personnes célèbres
- Nicolas de Fontaines (?-1272) troisième seigneur de Fontaine, devenu évêque de Cambrai en 1248, sous Innocent IV.
- Thomas-Louis Bourgeois (1676-1750), compositeur français né à Fontaine-l'Évêque le 24 octobre 1676.
- François de Haussy (1789-1869), industriel et homme d'affaires, né à Fontaine-l'Évêque le 3 juillet 1789  .
- Pierre-Camille Montigny, inventeur, installateur d'un des premiers gazomètres d'Europe, né à Fontaine-l'Évêque le 2 janvier 1793.
- Albert Frère (1926-2018), hommes d'affaires et financier né à Fontaine-l'Évêque le 4 février 1926 .
- Louis Delattre (1870-1938), médecin et écrivain né à Fontaine-l'Évêque le 24 juin 1870.
- Édouard de Haussy (1833-1894), homme politique belge né à Fontaine-l'Évêque le 23 février 1833.